# Aareal Bank

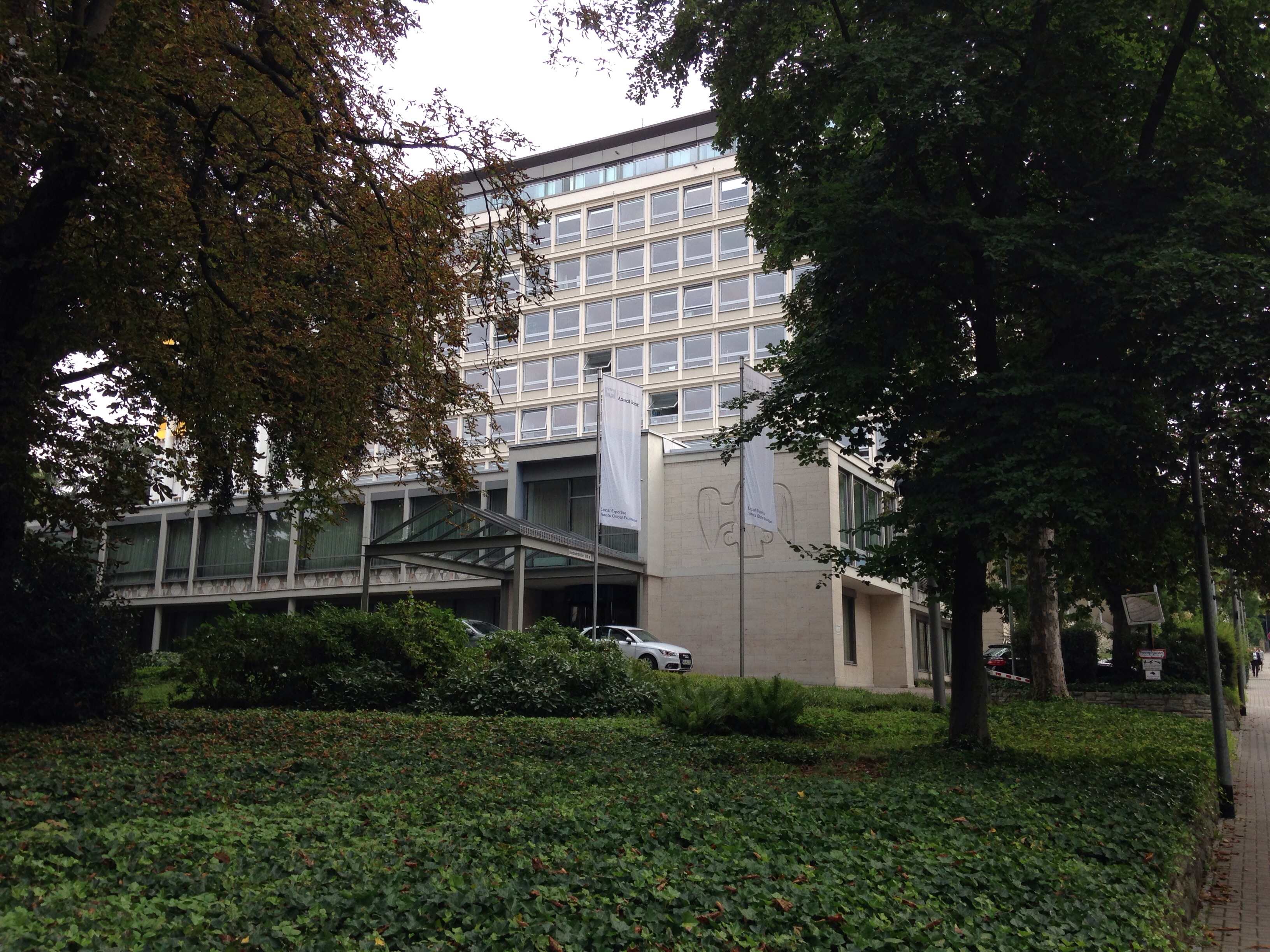
Hoofdkantoor van de Aareal Bank te Wiesbaden

De Aareal Bank is een Duitse vastgoedbank die qua omzet tot een van de grootste banken in Nederland behoort, met betrekking tot buitenlandse vastgoedtransacties.

## Wereldwijd
Aareal heeft kantoren in de volgende landen gevestigd: België / Luxemburg; Tsjechië / Slowakije; Denemarken; Frankrijk; Duitsland; Italië; Nederland; Polen; Spanje; Zweden / Finland; Zwitserland; Turkije; Verenigd Koninkrijk; en de Verenigde Staten.

## Aareal in Nederland
De kantoren in Amsterdam werden geopend in november 1991, met behulp van de Nederlander Pieter van de Kimmenade.
De activiteiten in Nederland van de Aareal Bank Group zijn hoofdzakelijk gefocust op de commerciële vastgoedmarkt. De cliënten van Aareal bestaan met name uit investeerders van winkelcentra, stedelijke en provinciale kantoren, warenhuizen en industrieterreinen.
De Nederlandse vestiging in Amsterdam wordt met name vanuit Duitsland in Wiesbaden bijgestaan.